# Belli di papà
Belli di papà è un film del 2015 diretto da Guido Chiesa, con Diego Abatantuono.
La pellicola è il remake del film messicano Nosotros los Nobles diretto da Gary Alazraki nel 2013.

## Trama
Vincenzo è un imprenditore di successo. Vedovo, rimasto improvvisamente solo, deve badare a tre figli ventenni, Matteo, Chiara e Andrea, che rappresentano per lui un vero e proprio cruccio. I ragazzi vivono infatti una vita piena di agi, ma senza senso e soprattutto ignari di qualsiasi responsabilità, con una quotidianità leggera, lontana dai doveri e dalla voglia di guadagnarsi la vita.
Vincenzo tenta perciò di riportarli alla realtà, architettando una messinscena con cui fa credere ai figli che l'azienda di famiglia stia fallendo per bancarotta fraudolenta. I quattro sono perciò costretti ad un'improvvisa fuga degna di veri latitanti, rifugiandosi in una vecchia e ormai malconcia casa di famiglia in Puglia. Per sopravvivere, Chiara, Matteo e Andrea dovranno cominciare a fare qualcosa che non hanno mai fatto prima: lavorare.
E infatti, dopo un breve ambientamento, i tre ragazzi riescono a trovare un impiego: Chiara fa la cameriera nel ristorante dove lavora Rocco, spasimante di lei fin da quando era bambino, Matteo lavora in una ditta sgomberi e Andrea invece fa il rappresentante porta a porta di una crema dimagrante alla melma scozzese. Nel frattempo, la latitanza della famiglia Liuzzi desta qualche sospetto a Loris, fidanzato di Chiara e futuro marito: l'uomo, infatti, con l'aiuto del suo amico Carlo, riesce a trovarli e, dopo una discussione con Vincenzo, riporta i ragazzi a Milano mentre l'imprenditore decide di rimanere ancora per qualche giorno.
Con l'aiuto di Anna, la sua ex amante, Vincenzo vuole dire la verità ai figli sulla morte della madre e quando trova il coraggio per farlo, c'è un intoppo: Loris ha convinto Chiara ad anticipare le nozze. Vincenzo, insieme agli altri figli e all'amico Giovanni, si precipitano al municipio, giusto in tempo prima del fatidico "sì": dopo una discussione accesa, Vincenzo cerca di convincere Chiara a non sposarlo perché Loris lo sta ricattando ma qui Loris si gioca l'ultima carta, ovvero quella della verità, raccontando che, mentre la moglie di Vincenzo stava morendo, lui se la spassava con la sua amante Anna. Dopo quelle parole, Giovanni stende con un pugno Loris mentre Vincenzo prova a giustificarsi ma i figli non lo ascoltano e se ne vanno, lasciandolo lì.
Dopo un anno, Vincenzo si ripresenta alla vecchia casa di famiglia in Puglia insieme ad Anna, che ormai è diventata la sua compagna, per cercare di sistemare le cose: tra una cosa tira l'altra, finalmente i tre ragazzi lo perdonano e si scopre che Chiara e Rocco, di nuovo fidanzati, aspettano un bambino e gestiscono un agriturismo (ricavato dalla vecchia casa dei nonni di Rocco), mentre Matteo, insieme al suo collega degli sgomberi Ferdinando, ha aperto una discarica dove producono energia pulita e Andrea è guarito dalle sue insicurezze infantili, riuscendo a prendere la laurea in psicologia e a tenere in prima persona sedute attive per la sessualità degli anziani.

## Distribuzione
Il film è uscito nelle sale italiane il 29 ottobre 2015.

## Accoglienza

### Incassi
Il film ha incassato 4.405.964 euro.

## Colonna sonora
Le musiche originali e la colonna sonora sono curate da Andrea Farri, compositore specializzato in colonne sonore cinematografiche.
Per la sigla finale è stata utilizzata la canzone Buon viaggio (Share the Love) del cantautore italiano Cesare Cremonini, brano inedito del 2015 utilizzato anche per la pubblicità del cornetto Algida e diventato disco di platino.